# Live Phish Volume 8
Live Phish Volume 8 è un album dal vivo dei Phish, pubblicato il 16 aprile 2002 (insieme ai Volumi 7, 9, 10, 11 e 12 della serie Live Phish) dalla Elektra Records. Il disco documenta integralmente il concerto tenuto la sera del 10 luglio 1999 all'E Centre di Camden (New Jersey).
Questo concerto è ricordato soprattutto per la superlativa versione del brano Chalk Dust Torture: il chitarrista Trey Anstasio la indicò come la migliore jam session in assoluto della band, e il batterista Jon Fishman, dopo averla riascoltata, insistette affinché questo concerto venisse inserito nella serie Live Phish. La reazioni dei fan furono però contrastanti: molti, difatti, pur ammettendo che l'esecuzione del brano in questione era eccezionale, reputarono il resto del concerto semplicemente nella media delle performance dei Phish e sostennero che il 1999 era un anno in cui la band aveva eseguito molti concerti nel complesso migliori di questo. Altre caratteristiche di unicità di questo Volume sono rappresentate dalle cover di Back at the Chicken Shack dell'organista Jimmy Smith e di While My Guitar Gently Weeps dei Beatles.
Il concerto venne diviso in 2 successivi set e terminò con 2 bis. Il secondo set si apre con una versione di oltre 20 minuti del brano funk Tweezer.

## Disco 1
Primo set:
1. "Wilson"
2. "Chalk Dust Torture"
3. "Roggae"
4. "Water in the Sky"
5. "Back at the Chicken Shack"
6. "Sparkle"
7. "Bathtub Gin"
8. "Golgi Apparatus"

## Disco 2
Secondo set:
1. "Tweezer"
2. "Mountains in the Mist"
3. "Birds of a Feather"
4. "When the Circus Comes"
5. "Fluffhead"

Eseguiti come bis:
1. "While My Guitar Gently Weeps"
2. "Tweezer Reprise"